# 民主德国广播电台

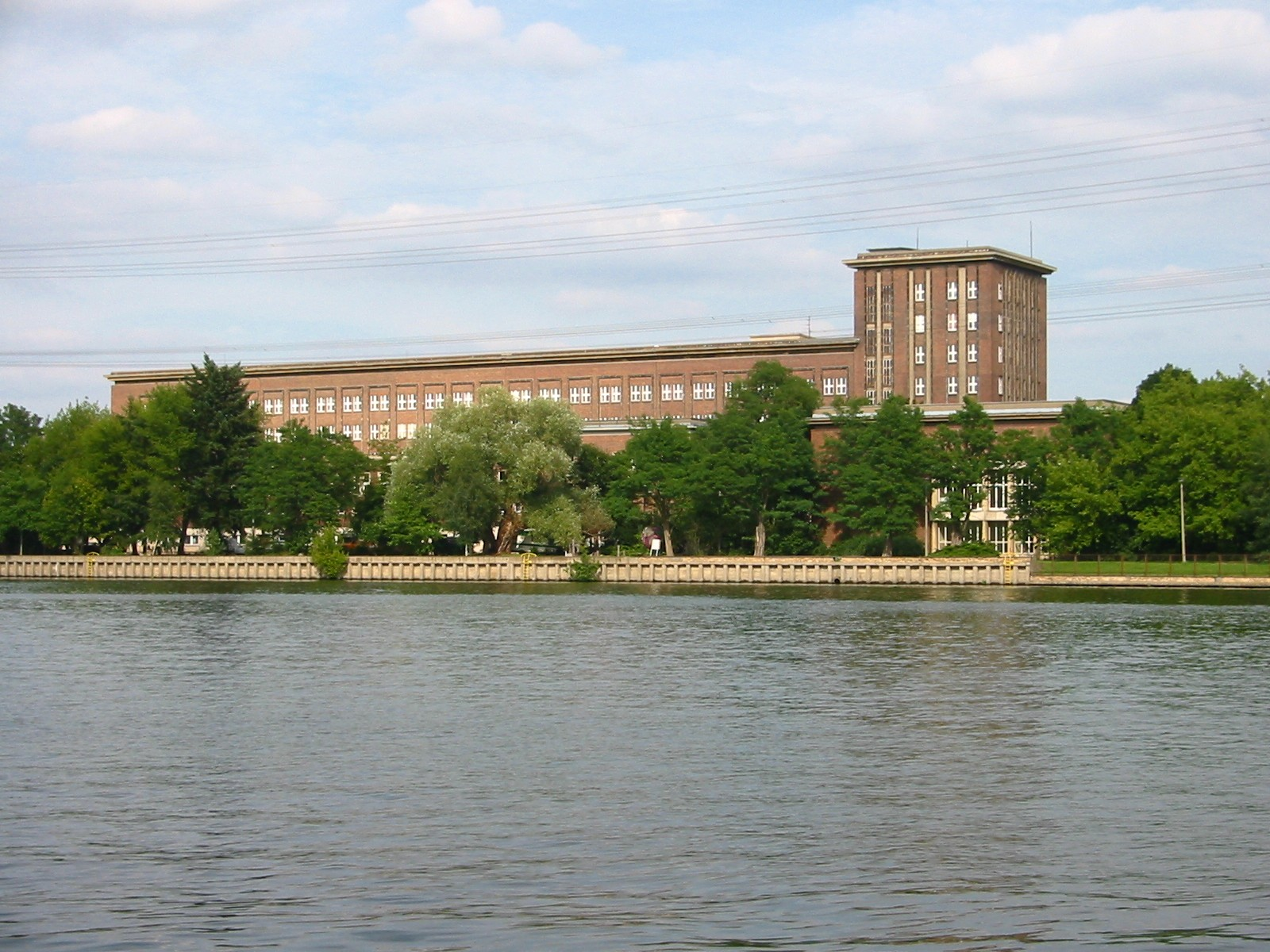
东柏林的广播大楼（2005年）

民主德国广播电台（德語：Rundfunk der DDR，1990-1991年的名称为“柏林中央广播”）是德意志民主共和国的无线电广播运营机构，成立于1952年，两德统一后停止存在。该组织在东柏林的“Funkhaus Nalepastraße”广播大楼办公。

## 历史

### 战后
二战结束后，盟军在1945年5月关闭了戈培爾国民教育与宣传部控制的德国广播电台，该电台的台呼是“大德意志广播电台”（德語：Großdeutsche Rundfunk）。驻德苏联军事管理委员会在1945年5月13日设立了柏林广播电台，该台在西柏林英占区运营，并由瓦爾特·烏布利希控制。
柏林分区占领时期，美国占领区广播电台（RIAS）在美占区成立，西北德广播电台（NWDR）亦在英占区成立。1948年英国将西北德广播电台交由西德临时政府管理，并在后来更名为“自由柏林广播电台”，美国占领区广播电台则仍由美方控制。
1952年9月15日，驻德苏联军事管理委员会将广播控制权交由德意志民主共和国部长会议。

### 柏林墙建立后

1965-1989年间民主德国广播电台的播送小时数

1961年8月柏林墙修筑后，东德政府希望阻止本国居民继续收听美占区广播电台和自由柏林广播电台，后者已成为了德國公共廣播聯盟的下属电台。自由德国青年团发动青年开展“反击北约发射站运动”（德語：Blitz contra Natosender），以移除居民楼上面向西方的天线。
东德政府亦在东德全境对英国广播公司这样使用短波廣播的国际电台和美占区广播电台这样的本地电台进行干扰，但并未对西柏林发射的讯号进行干扰，以免影响西德人的接收，否则会引起外交争端，亦会导致西德对东德电台的报复性干扰。
即便如此，东德居民仍然继续收听美占区广播电台和自由柏林广播电台的广播。1981年，东德政府为了吸引年轻人收听本国广播，成立了DT64电台。1985年东德境内已有 6,646,500 台登记过的收音机，平均每百人39.9台。

### 两德统一
1989年11月柏林墙开放后，东德的广播电台纷纷关闭并更名，许多电台在1992年1月1日加入了德國公共廣播聯盟。
1990年10月两德统一后，成立了两家新的公共广播电台：勃兰登堡东德国广播电台和中德国广播电台，原有的西德广播电台（自由柏林广播电台和北德国广播电台）亦增加了播送面积。
1994年，美占区广播电台与东德的德国广播电台文化台合并成为了柏林德国电台，之后成为了德国电台文化台。

## 电台

民主德国广播电台

民主德国之声

柏林国际广播电台

### 国内广播
- 民主德国第1台（Radio DDR 1）- 新闻和谈话节目，亦包括本地新闻。
- 民主德国第2台（Radio DDR 2）- 文化和教育节目，晨间播送本地节目。
- 柏林电台（Berliner Rundfunk）- 针对东柏林的本地节目。
- DT64（德语：DT64） - 青年电台。
- 假日之声（Ferienwelle）- 5月至9月间在波罗的海播送的假日广播。
- 展会之声（Messewelle）- 3月和9月在莱比锡贸易博览会上对西方的广播，为期一周。

### 国际广播
- 柏林国际广播电台（RBI）– 外语国际广播。
- 民主德国之声（Stimme der DDR）- 1971-1990年间的德语国际广播，由以下两个德语电台合并而成。
  - 柏林之声（德语：Berliner Welle） - 针对西柏林的德语广播。
  - 德国广播电台- 1953-1971年及1990年的德语国际广播。

### 地下电台
- 自由德国电台（德语：Deutscher Freiheitssender 904） - 1956-1971年间针对西德听众的地下电台。
- 德国士兵电台（德语：Deutscher Soldatensender 935） - 1960-1972年间针对西德军队的地下电台。
- 伏尔塔瓦电台（德语：Radio Vltava） – 1968-1969年间针对捷克斯洛伐克听众的地下电台。

### 苏军广播
- 伏尔加广播电台：面向苏联驻德国集团军的广播电台，在261千赫的低频和中波1323千赫播出。1994年俄罗斯撤军完成后，该电台随即停播。

## 播送时长
| 年份       | 1965  | 1970  | 1975  | 1980  | 1985  | 1988  | 1989  |
| 谈话       | 32217 | 36866 | 32479 | 35435 | 38221 | 46033 | 48428 |
| 音乐       | 31499 | 31131 | 29706 | 31583 | 33804 | 48112 | 48953 |
| 总计       | 63716 | 67997 | 62185 | 67018 | 72025 | 94145 | 97381 |
| 每周小时数 | 1222  | 1304  | 1193  | 1282  | 1381  | 1800  | 1868  |